# Tuolbanjavgoaivi
Tuolbanjavgoaivi är en kulle i Finland.   Den ligger i Utsjoki kommun i landskapet Lappland, i den norra delen av landet, 1 000 km norr om huvudstaden Helsingfors. Toppen på Tuolbanjavgoaivi är 480 meter över havet. Tuolbanjavgoaivi ingår i Paistunturit.
Terrängen runt Tuolbanjavgoaivi är huvudsakligen platt. Trakten runt Tuolbanjavgoaivi är nära nog obefolkad, med mindre än två invånare per kvadratkilometer. Det finns inga samhällen i närheten. Omgivningarna runt Tuolbanjavgoaivi är i huvudsak ett öppet busklandskap.